# Leptogenys ebenina
Leptogenys ebenina é uma espécie de formiga do gênero Leptogenys, pertencente à subfamília Ponerinae.